# Едерсон Мораеш
Едерсон Сантана де Мораеш (на португалски: Ederson Santana de Moraes) е бразилски футболист, който играе за английския клуб Манчестър Сити.

## Рио Аве
Той преминава в Рио Аве през 2012 г. Той играе до 2015 г. Изиграва 37 мача.

## Бенфика
През 2015 г. преминава в Бенфика и подписва договор до 2020 г. Изиграл 35 мача за отбора.

## Национален отбор
Играе за националния отбор под 23 години на Бразилия. Изиграл е 5 мача.